# فرستنده-گیرنده

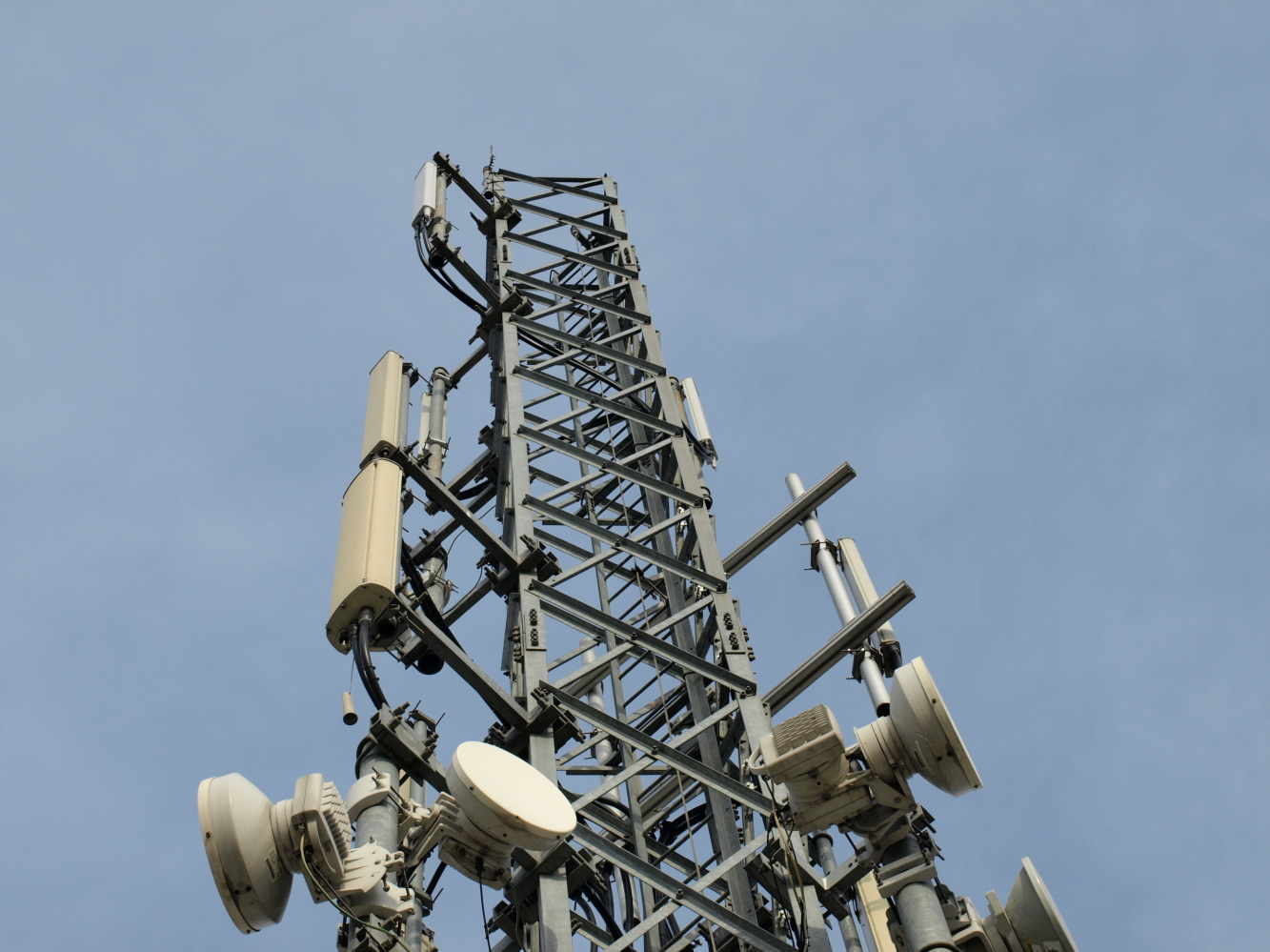
یک برج فرست‌گیر

فرستنده-گیرنده و یا نام پیشنهادی فرهنگستان فرست‌گیر (فرستنده-گیرنده) یا تِرَنسیوِر در مباحث مهندسی مخابرات عبارت است دستگاهی متشکل از یک فرستنده و یک گیرنده که با هم مجتمع شده باشند. مدارهای دو بخش می‌توانند کاملاً جدا باشند و دستگاه در بسته‌بندی مشترک باشد یا اینکه بخش‌هایی از مدار (از جمله آنتن و نوسان‌ساز و مدولاتور) با هم مشترک باشند.
یک گوشی موبایل و یک دستگاه بی‌سیم هر دو مثال‌هایی از فرستنده-گیرنده هستند که اولی تمامدوطرفه و دومی نیمدوطرفه هستند. همچنین ارسال و دریافت می‌تواند روی یک فرکانس مشترک باشد (مثل بی‌سیم یا اس‌اف‌پی) یا روی فرکانس‌های مجزا (چون موبایل یا رادیو ماکس یا مخابرات ماهواره‌ای) صورت پذیرد.